# Victor Salva
Pour les articles homonymes, voir Salva.
Victor Ronald Salva, né le 29 mars 1958 à Martinez (Californie), est un scénariste, réalisateur et producteur américain connu notamment pour la réalisation de films fantastiques et d'épouvante comme Powder, Jeepers Creepers et Jeepers Creepers 2.

## Biographie
Amateur de films d'épouvantes, Victor Salva commence à réaliser des courts-métrages à l'âge de douze ans. D'abord éducateur de jeunes enfants, il attire l'attention de Francis Ford Coppola grâce à son court-métrage Something in the Basement : Coppola devient alors le producteur du premier long-métrage de Victor Salva, le film d'horreur Clownhouse. Durant la postproduction du film, Victor Salva est arrêté et inculpé pour avoir abusé sexuellement de l'un de ses acteurs principaux, Nathan Forrest Winters, alors âgé de douze ans, avant et pendant le tournage. Ami de la famille Winters, Salva avait déjà fait jouer l'enfant dans Something in the Basement. Victor Salva, qui avait filmé son délit, plaide coupable, et reconnaît avoir procédé à d'autres attouchements sur des enfants en 1988. Il est condamné à trois ans de prison et mis en liberté conditionnelle après quinze mois d'emprisonnement .
En 1995, le passé pédophile de Victor Salva refait surface à l'occasion de la sortie de Powder, produit par Walt Disney Pictures, quand sa victime s'exprime publiquement et appelle au boycott du film.
En 2001, le cinéaste obtient un succès commercial avec Jeepers Creepers, à nouveau produit par Francis Ford Coppola. Le film connaît une suite deux ans plus tard.
En projet depuis dix ans, Jeepers Creepers 3 est officiellement annoncé en 2015, mais le casting est stoppé en mars 2016 à cause du passé pédophile du réalisateur . Finalement le film est sorti aux États-Unis le 26 septembre 2017.
Le projet de Jeepers Creepers 4 Reborn est lancé en 2020. Victor Salva est définitivement écarté du projet suite à ses antécédents judiciaires.

## Filmographie

### comme scénariste
- 1995 : Bad Company
- 2001 : Jeepers Creepers
- 2003 : Jeepers Creepers 2
- 2009 : Épisode intitulé Lettre : Fear Itself (série, 2009)
- 2017 : Jeepers Creepers 3

### comme réalisateur
- 1986 : Something in the Basement (court métrage)
- 1989 : Clownhouse
- 1995 : Bad Company (The Nature of the Beast)
- 1995 : Powder
- 1999 : Rites of Passage
- 2001 : Jeepers Creepers
- 2003 : Jeepers Creepers 2
- 2006 : Le Guerrier pacifique (Peaceful Warrior)
- 2011 : Rosewood Lane
- 2014 : Dark House
- 2015 : The Old Hag Syndrome
- 2016 : Purgatory
- 2017 : Jeepers Creepers 3

### comme acteur
- 1989 : Clownhouse
- 1995 : Bad Company : présentateur des news à la radio / conducteur de camion (non crédité)
- 1999 : Rites of Passage : le joueur de piano à l'hôtel (non crédité)
- 2001 : Jeepers Creepers : victime (non crédité)

### comme producteur
- 1986 : Something in the Basement
- 1989 : Clownhouse

## Récompenses et nominations
- 1989 : Sundance Film Festival (nommé), Clownhouse
- 1990 :: Fantasporto (nommé), Clownhouse
- 1996 : Festival international du film fantastique de Gérardmer  (award/prix)  Powder
- 1999 : Verzaubert - International Gay & Lesbian Film Festival,  (nommé), Rites of Passage
- 2001 : Santa Monica Film Festival (award/prix) Best Film Jeepers Creepers
- 2001 : Festival international du film de Catalogne, (nommé), Jeepers Creepers
- 2004 : Motion Picture Sound Editors, USA Best Sound Editing in a Feature - Music Jeepers Creepers II